# Borassus heineanus
Borassus heineanus är en enhjärtbladig växtart som beskrevs av Odoardo Beccari. Borassus heineanus ingår i släktet Borassus och familjen Arecaceae. Inga underarter finns listade i Catalogue of Life.